# Томас Лукман
То́мас Лу́кман (14 жовтня 1927 — 10 травня 2016) — професор соціології Констанцького університету (Німеччина), учень та послідовник Альфреда Шюца, провідний представник феноменологічної соціології знання, один із найвідоміших соціологів світу. Основними напрямками його досліджень є соціологія комунікацій, соціологія повсякденності, соціологія моралі, соціологія знання, соціологія релігії та філософія науки.

## Біографія
Він народився в словенському промисловому прикордонному місті Єсениці, яке тоді було частиною королівства Югославії. Його батько був австрійським промисловцем, в той час як його мати була зі словенської родини з м. Любляна. Тому хлопчику дали словенське ім'я Томаш (словен. Tomaž). Він зростав у двомовному середовищі. В сім'ї говорили словенською та німецькою мовами, і Томаш навчався спочатку в словенській школі в Єсениці до 1941 року, а потім в німецькій школі. Після Другої світової війни сім'я емігрувала до Австрії. Лукман вивчав соціологію у Віденському й Інсбрукському університетах. Пізніше в 1950-х роках він переїхав до США, де навчався в магістратурі й аспірантурі у Новій школі соціальних досліджень у Нью-Йорку, де й отримав у 1956 р. ступінь доктора філософії. В 1950 році він одружився з Бенітою Лукман (1925–1987). Має двох доньок.
Лукман провадив міжнародну педагогічну діяльність, викладав в університетах штату Нью-Йорк, Франкфурта, Фрайбурга, Констанца, Нью-Йорка, Гарвардському університеті, Гобартському коледжі, а також був науковим співробітником Стенфордського університету й університету м. Вуллонгонг (Австралія). З 1970 р. він працював в професором соціології в Університеті м. Констанц в Німеччині, з 1994 року він був почесним професором цього ж університету.
Лукман був членом Словенської академії наук і мистецтв і почесним доктором університетів Лінчепінга (Швеція) і Любляни (Словенія).

## Наукові погляди та творчість
Лукман був послідовником феноменологічної соціологічної школи, заснованої австро-американським вченим Альфредом Шюцом. Лукман найбільш відомий за такими його основними роботами, як «Соціальне конструювання реальності: Трактат по соціології знання», яка написана спільно з П. Л. Бергером у 1966 році, та «Структури життєсвіту», яку він почав писати разом із Альфредом Шюцом і завершив сам у 1982 році. У своїх роботах він розробив теорію, відому як соціальний конструктивізм або феноменологічна соціологія знання, яка стверджує, що всі знання, у тому числі основні знання повсякденної реальності, є похідними від соціальних взаємодій і підтримуються останніми.
Подібно Шюцу, філософське обґрунтування соціальних наук і можливість виходу з пережитої сучасною наукою кризи Лукман убачав у феноменології життєсвіту. За задумом вченого, феноменологія життєсвіту повинна стати «універсальною соціальною наукою», «матрицею» всіх соціальних наук, здатною за допомогою метамови дати опис універсальних структур життєсвіту. Це необхідно для того, щоб людина й її життєсвіт зайняли в науковій космології відповідне місце, втрачене ними з часів Г. Галілея.

### Феноменологічна соціологія знання
В праці «Соціальне конструювання реальності» Лукман разом з П. Бергером розробляють феноменологічну версію соціології знання. Ця версія протиставляється авторами всій попередній соціології знання, предметом якої було теоретичне знання. Останнє, на думку авторів, не тільки не вичерпує всього запасу знання, що існує в суспільстві, але й відіграє далеко не головну роль у житті більшості людей, тому «ядром» соціології знання повинне бути повсякденне, дотеоретичне знання, яким людина оперує в своєму повсякденному житті.
Теорія Бергера та Лукмана пов'язана з аналізом «соціального конструювання реальності», її предметом є процеси та механізми, за допомогою яких відбувається виникнення, функціонування й поширення знання в суспільстві. Використання феноменологічного аналізу як методу висвітлення знання «реальності повсякденного життя» дозволяє соціологам утримуватися від причинних і генетичних гіпотез, а також від тверджень щодо онтологічного статусу аналізованих феноменів. Соціальна реальність постає в їх концепції як феномен «життєсвіту», як щось безпосередньо дане свідомості індивідів, щось, що існує в їхніх «колективних уявленнях» і конструюється інтерсуб'єктивною людською свідомістю. При цьому знімається якісне розходження між соціальною реальністю як об'єктивною реальністю, яка існує незалежно від свідомості людей, і соціальною реальністю як суспільною свідомістю.

### Соціологія релігії
Основна робота Лукмана з соціології релігії «Проблема релігії в сучасному суспільстві» була написана в 1963 р. (у 1967 р. вийшла англійською мовою під назвою «Невидима релігія»). Центральним поняттям його концепції релігії є «трансцендування» (вихід за межі біологічного існування людини), яке розуміється ним у дусі ідей філософської антропології (Шелер, Плеснер, Гелен) як процес конструювання смислового універсуму. Трансцендування, згідно з Лукманом, є невід'ємною частиною людського життя, яке найбільш яскраво проявляється в релігійності. Релігійність — якість самої природи людини, незмінно притаманна їй у всі часи. Змінюються лише форми її прояву, які Лукман пов'язує з соціальними змінами, що відбуваються в даному суспільстві.
Лукман був одним з перших соціологів, які звернули увагу на те, що при занепаді «церковно-орієнтованої релігії» позацерковна релігійність може зберігатися й навіть зростати. Так, як сакралізація світу, на його переконання, необхідна нездатній жити без досвіду трансценденції людині, то остання змушена створювати в сучасному секуляризованому суспільстві свою власну «приватну» релігію. На думку Лукмана, саме ця «невидима релігія», яка виникає на основі різноманітних релігій і культів, гарантує людині «автономію» і можливість «самореалізації».

### Соціологія мови
Лукман займався також розробкою соціології мови, проблематику та передісторію якої він аналізує в книзі «Соціологія мови» (1975). Він розробляє такі питання, як походження та функції мови в суспільстві, взаємозв'язок мови і знання, вплив мови на свідомість, повсякденне життя та конструювання соціальних структур.

## Основна бібліографія
- The Social Construction of Reality (укр. Соціальне конструювання реальності, 1966, with Peter L. Berger)
- The Invisible Religion (укр. Невидима релігія, 1967)
- The Sociology of Language (укр. Соціологія мови, 1975)
- Structures of the Life-World (укр. Структури життєсвіту, 1982, with Alfred Schütz)
- Life-World and Social Realities (укр. Життєсвіт і соціальна реальність, 1983)